# Oxibutinina
La oxibutinina, a la venta bajo el nombre Ditropan, se utiliza para tratar la vejiga hiperactiva. Su mecanismo de acción es similar al de la tolterodina. Aunque se usa para tratar la enuresis nocturna en los niños, los datos que respaldan esta indicación son insuficientes. Se puede tomar por vía oral o aplicarse sobre la piel.
Los efectos secundarios más frecuentes incluyen sequedad de boca, mareo, estreñimiento, dificultad para dormir e infecciones del tracto urinario. Entre los efectos secundarios graves se encuentran la retención urinaria y mayor riesgo a sufrir un golpe de calor (insolación). Aunque la administración durante el embarazo parece segura, no existen suficientes estudios al respecto. Por otra parte, su seguridad no está confirmada durante la lactancia. Tiene acción antimuscarínica y actúa bloqueando los efectos de la acetilcolina sobre el músculo liso.
En Estados Unidos  se aprobó el uso médico de la oxibutinina en 1975. Se puede encontrar a la venta como medicamento genérico. En 2017, ocupaba la posición número cien en la lista de fármacos más recetados en los Estados Unidos, con más de siete millones de recetas.